# Casabermeja (kommunhuvudort)
Casabermeja är en kommunhuvudort i Spanien.   Den ligger i provinsen Provincia de Málaga och regionen Andalusien, i den södra delen av landet, 400 km söder om huvudstaden Madrid. Casabermeja ligger 432 meter över havet och antalet invånare är 3 274.
Terrängen runt Casabermeja är huvudsakligen kuperad. Casabermeja ligger nere i en dal. Runt Casabermeja är det mycket tätbefolkat, med 1 313 invånare per kvadratkilometer. Närmaste större samhälle är Málaga, 19,2 km söder om Casabermeja. 